# Mikael Nilsson (piratpartist)
Mikael Nilsson, född 5 januari 1976, är en svensk datalog som är känd för att ha varit en av personerna bakom sajten stoppafralagen.nu  och en av nyckelpersonerna i FRA-upproret 2008.
Han fick Aftonbladets Hederspris på Stora Bloggprisgalan 2009 för sitt engagemang mot FRA.
Nilsson satt tidigare i styrelsen för Piratpartiet.
Han disputerade år 2010 för doktorsexamen i datalogi vid Kungliga Tekniska högskolan.